# Matthieu Marthouret
 (août 2024).
Si vous disposez d'ouvrages ou d'articles de référence ou si vous connaissez des sites web de qualité traitant du thème abordé ici, merci de compléter l'article en donnant les références utiles à sa vérifiabilité et en les liant à la section « Notes et références ».
Matthieu Marthouret, né en 1979 à Grenoble, est un musicien de jazz, pianiste, organiste et compositeur français installé à Paris depuis 2008.

## Biographie

### Formation
Après un cursus de piano classique entamé à l'âge de sept ans, il étudie le jazz en cycle professionnel au conservatoire de Chambéry à partir de 1998 où il obtient son DEM[Quoi ?] en 2001.
L'obtention de la bourse Lavoisier en 2002 lui permet d'aller étudier une année à New-York au sein de la New School University en 2002-2003. Il y étudie le jazz aux côtés de Hal Galper, Sam Yahel, Cecil McBee, Vic Juris, Charles Tolliver.

### Carrière
Il forme son premier trio acoustique, Matthieu Marthouret Piano Trio, avec Jérôme Regard (contrebasse) et Stéphane Foucher (batterie) avec lequel il se produit entre 2006 et 2008.
En 2007, il démarre sa formation Matthieu Marthouret Organ Quartet avec David Prez (saxophone), Romain Pilon (guitare) et Manuel Franchi (batterie) puis Sandro Zerafa (guitare), Nicolas Kummert (saxophone) et Maxime Fougères (guitare). Il se produit avec cette formation jusqu'en 2015 et enregistre deux albums publiés en 2009 et 2012.
L'album Upbeats est publié en 2012 sur le label Double Moon, filiale de Challenge Records. Il initie le projet Bounce Trio en 2012, avec Toine Thys (saxophone) et Gautier Garrigue (batterie). Ce trio se produit jusqu'en 2018 dans de nombreux clubs et festivals en France, Belgique, Luxembourg, Allemagne et enregistre deux albums dont un avec le guitariste Serge Lazarevitch en invité.
L'album Smalls Streams...Big Rivers paru en septembre 2014 fait partie de la sélection de sorties sur le site France Info TV.
L'album Contrasts paru en 2016 est enregistré dans des conditions Live. 
En 2018, il crée le trio HomeLand(s), avec le joueur de tabla et percussionniste Mosin Kawa et les guitaristes Antonin Fresson et Loïc Réchard qui intègre le groupe en 2023. En parallèle du trio HomeLand(s), Matthieu Marthouret relance en 2019 son projet Bounce Trio sous un nouveau nom et une nouvelle formule. Le quartet SpringBok constitué de Julien Alour (trompette), Robby Marshall (saxophone) et Thomas Delor (batterie).

#### Sideman et co-leader
De 2000 et 2007, il est co-leader avec Sébastien Joulie (guitare) et Charles Clayette (batterie) du groupe à géométrie Talkin’ About. Ils enregistrent deux albums : REG en 2002 avec Eric Prost, Benoit Baud et Nicolas Moreaux, puis Connections en 2006 avec David Prez. Ce groupe se produit également en quartet avec le trompettiste François Chassagnite entre 2004 et 2005.
Entre 2013 à 2014 il se produit ponctuellement en duo au piano avec le saxophoniste David Sauzay. 
De 2013 à 2015 il participe au projet Unity Quartet autour du répertoire de Woody Shaw et Larry Young avec Olivier Laisney (trompette), Adrien Sanchez (saxophone) et Philippe Soirat (batterie).
De 2004 à 2016, il se produit et enregistre à l’orgue ou piano dans les formations menées par le guitariste Éric Maiorino avec Olivier Destephany (trombone), Philippe Brassoud ou Gil Lachenal (contrebasse), Andy Barron (batterie).
Il participe entre 2012 et 2013 en tant qu’organiste au trio du guitariste Félix Lemerle avec François Ricard (batterie) et en tant que pianiste au quartet du guitariste Simon Martineau avec Damien Varaillon (contrebasse) et Antoine Paganotti (batterie).
En 2017 il enregistre en tant que pianiste, l'album éponyme du quintet Howls de Thomas Boffelli avec Jérôme Girin (saxophone), Sylvain Dubrez (contrebasse) et Damien Françon (batterie).
Il participe depuis 2018 en tant que pianiste au quartet Octopuces avec Florian Marques (saxophone), Ivan Réchard (contrebasse) et Tristan Bex (batterie).

## Discographie
- 2002 : Reg, Talkin’ About (Autoproduction)
- 2006 : Connections, Talkin’ About + 1, (Forward Music Diffusion)
- 2009 : Playground, Matthieu Marthouret Organ Quartet (Must Records)
- 2011 : Morning Songs, Éric Maiorino (Autoproduction)
- 2012 : Upbeats, Matthieu Marthouret Organ Quartet (Double Moon Records)
- 2014 : Small Streams... Big Rivers, Bounce Trio (We See Music Records)
- 2016 : Contrasts, Bounce Trio feat. Serge Lazarevitch (We See Music Records)
- 2017 : Contrasts, Further Tracks4' (EP), Bounce Trio (We See Music Records)
- 2019 : Howls, Thomas Boffelli (We See Music Records)
- 2021 : Springbok (EP), Matthieu Marthouret Springbok (We See Music Records)
- 2022 : Involutions, Matthieu Marthouret Springbok (We See Music Records)
- 2023 : HomeLand(s) (EP), Matthieu Marthouret HomeLand(s) (We See Music Records)
- 2024 : Lori, Matthieu Marthouret HomeLand(s) (We See Music Records)